# Aleksandr Porsev
Aleksandr Nikolaevič Porsev (in russo Александр Николаевич Порсев?; Udmurtia, 21 febbraio 1986) è un ex ciclista su strada russo con caratteristiche di velocista, professionista dal 2011 al 2019.

## Palmarès
- 2009 (Katusha Continental Team, cinque vittorie)

2ª tappa Udmurt Republic Stage Race
3ª tappa Udmurt Republic Stage Race
4ª tappa Udmurt Republic Stage Race
5ª tappa Udmurt Republic Stage Race
6ª tappa Udmurt Republic Stage Race
- 2010 (Itera-Katusha, cinque vittorie)

1ª tappa Tour du Loir-et-Cher
3ª tappa Tour du Loir-et-Cher
1ª tappa Okolo Slovenska
3ª tappa Okolo Slovenska
- 2013 (Katusha, una vittoria)

1ª tappa Tour de Luxembourg
- 2014 (Katusha, una vittoria)

Campionati russi, Prova in linea
- 2016 (Katusha, una vittoria)

4ª tappa Giro di Slovenia (Rogaška Slatina > Novo Mesto)
- 2017 (Gazprom-Rusvelo, una vittoria)

Campionati russi, Prova in linea

### Altri successi
- 2013 (Katusha)

1ª tappa, 2ª semitappa Settimana Internazionale di Coppi e Bartali (cronosquadre)

## Piazzamenti

### Grandi Giri
- Giro d'Italia

2015: 132º
2016: 145º
- Tour de France

2014: fuori tempo (13ª tappa)

### Classiche monumento
- Milano-Sanremo

2017: 147º
- Giro delle Fiandre

2015: 77º
- Parigi-Roubaix

2012: 62º
2015: 70º
2016: ritirato

### Competizioni mondiali
- Campionati del mondo

Varese 2008 - In linea Under-23: 86º
Mendrisio 2009 - In linea Elite: ritirato
Geelong 2010 - In linea Elite: ritirato
Copenaghen 2011 - In linea Elite: 159º
Toscana 2013 - Cronosquadre: 11º
Richmond 2015 - Cronosquadre: 18º
Doha 2016 - In linea Elite: 26º
Bergen 2017 - In linea Elite: ritirato

### Competizioni europee
- Campionati europei

Herning 2017 - In linea Elite: 103º
Glasgow 2018 - In linea Elite: ritirato
Alkmaar 2019 - In linea Elite: ritirato
- Giochi europei

Minsk 2019 - In linea: 37º